# Gustave Schlumberger
Gustave Schlumberger (n. 17 octombrie 1844, Guebwiller, région Alsace⁠(d), Franța – d. 9 mai 1929, Paris, Franța) a fost un istoric și arheolog francez, membru de onoare străin (1906) al Academiei Române.